# Lijst van onroerend erfgoed in Rijkevorsel
Een overzicht van het onroerend erfgoed in de gemeente Rijkevorsel. Het onroerend erfgoed maakt deel uit van het cultureel erfgoed in België.

## Bouwkundig erfgoed
| Object                                                  | Erfgoedstatus?                 | Bouwjaar of architect | Deelgemeente | Adres                                                                 | Coördinaten                   | Nummer? | Afbeelding                                              |
| ------------------------------------------------------- | ------------------------------ | --------------------- | ------------ | --------------------------------------------------------------------- | ----------------------------- | ------- | ------------------------------------------------------- |
| Kapelberg en kapel van Onze-Lieve-Vrouw van Zeven Weeën | Monument: kapel, kapelberg     |                       | Rijkevorsel  | Achtel 52                                                             | 51° 22' 45" NB, 4° 46' 8" OL  | 46800   | Kapelberg en kapel van Onze-Lieve-Vrouw van Zeven Weeën |
| Hoeve                                                   |                                |                       | Rijkevorsel  | Achtel 54                                                             | 51° 22' 45" NB, 4° 46' 11" OL | 46801   | Upload foto                                             |
| Herenhuis                                               |                                |                       | Rijkevorsel  | Bochtenstraat 11                                                      | 51° 20' 54" NB, 4° 45' 45" OL | 46802   | Herenhuis                                               |
| Burgerhuis                                              |                                |                       | Rijkevorsel  | Bochtenstraat 13                                                      | 51° 20' 54" NB, 4° 45' 45" OL | 46803   | Burgerhuis                                              |
| Tweegezinswoning                                        |                                |                       | Rijkevorsel  | Bochtenstraat 32-34                                                   | 51° 20' 50" NB, 4° 45' 47" OL | 46806   | Tweegezinswoning                                        |
| Parochiekerk Sint-Willibrordus                          | Monument: toren, gevelfragment |                       | Rijkevorsel  | Dorp 1                                                                | 51° 20' 59" NB, 4° 45' 39" OL | 46808   | Parochiekerk Sint-Willibrordus                          |
| Herenhuis in nieuwe zakelijkheid                        |                                |                       | Rijkevorsel  | Dorp 3                                                                | 51° 21' 2" NB, 4° 45' 34" OL  | 46809   | Herenhuis in nieuwe zakelijkheid                        |
| Dorpshuizen                                             |                                |                       | Rijkevorsel  | Dorp 4, 7-8                                                           | 51° 20' 59" NB, 4° 45' 34" OL | 46810   | Dorpshuizen                                             |
| Burgerhuis                                              |                                |                       | Rijkevorsel  | Dorp 34                                                               | 51° 20' 52" NB, 4° 45' 41" OL | 46812   | Burgerhuis                                              |
| Dorpswoning met café                                    |                                |                       | Rijkevorsel  | Dorp 37                                                               | 51° 20' 54" NB, 4° 45' 41" OL | 46814   | Dorpswoning met café                                    |
| Pastorie Sint-Willibrordusparochie                      |                                |                       | Rijkevorsel  | Dorp 47                                                               | 51° 20' 57" NB, 4° 45' 41" OL | 46815   | Pastorie Sint-Willibrordusparochie                      |
| Mariakapel en Lourdesgrot                               |                                |                       | Rijkevorsel  | Eekhofstraat                                                          | 51° 21' 5" NB, 4° 46' 20" OL  | 46817   | Mariakapel en Lourdesgrot                               |
| Woning Simons                                           |                                | 1972 Paul Neefs       | Rijkevorsel  | Eekhofstraat 50                                                       | 51° 20' 60" NB, 4° 46' 7" OL  | 46818   | Woning Simons                                           |
| Woning Helsen                                           |                                | 1965 Lou Jansen       | Rijkevorsel  | Emiel van Roeystraat 4                                                | 51° 20' 52" NB, 4° 45' 34" OL | 46819   | Woning Helsen                                           |
| Twee arbeidershuizen                                    |                                |                       | Rijkevorsel  | Emiel van Roeystraat 25-27                                            | 51° 20' 54" NB, 4° 45' 31" OL | 46820   | Twee arbeidershuizen                                    |
| Industriegebouw Wijnhof                                 |                                |                       | Rijkevorsel  | Gammel 92                                                             | 51° 22' 33" NB, 4° 45' 28" OL | 46821   | Industriegebouw Wijnhof                                 |
| Kasteelhoeve van Hof ter Looi                           |                                |                       | Rijkevorsel  | Hoeveweg 7                                                            | 51° 19' 51" NB, 4° 45' 59" OL | 46826   | Kasteelhoeve van Hof ter Looi                           |
| Dorpswoningen                                           |                                |                       | Rijkevorsel  | Hoogstraatsesteenweg 2-3-4, 10                                        | 51° 21' 2" NB, 4° 45' 38" OL  | 46827   | Dorpswoningen                                           |
| Winkelhuis                                              |                                |                       | Rijkevorsel  | Hoogstraatsesteenweg 6                                                | 51° 21' 2" NB, 4° 45' 38" OL  | 46831   | Winkelhuis                                              |
| Burgerhuis                                              |                                |                       | Rijkevorsel  | Hoogstraatsesteenweg 8                                                | 51° 21' 2" NB, 4° 45' 38" OL  | 46832   | Burgerhuis                                              |
| Herenhuis in eclectische stijl                          |                                |                       | Rijkevorsel  | Hoogstraatsesteenweg 12                                               | 51° 21' 4" NB, 4° 45' 39" OL  | 46833   | Herenhuis in eclectische stijl                          |
| Burgerhuis in art deco                                  |                                |                       | Rijkevorsel  | Hoogstraatsesteenweg 15                                               | 51° 21' 3" NB, 4° 45' 35" OL  | 46834   | Burgerhuis in art deco                                  |
| Jongensschool met onderwijzerswoning                    |                                |                       | Rijkevorsel  | Hoogstraatsesteenweg 17                                               | 51° 21' 4" NB, 4° 45' 35" OL  | 46835   | Jongensschool met onderwijzerswoning                    |
| Woonstalhuis Dorpshoeve                                 |                                |                       | Rijkevorsel  | Hoogstraatsesteenweg 18                                               | 51° 21' 5" NB, 4° 45' 38" OL  | 46836   | Woonstalhuis Dorpshoeve                                 |
| Boerenarbeidershuis                                     |                                |                       | Rijkevorsel  | Hoogstraatsesteenweg 26                                               | 51° 21' 7" NB, 4° 45' 39" OL  | 46837   | Boerenarbeidershuis                                     |
| Burgerhuis                                              |                                |                       | Rijkevorsel  | Hoogstraatsesteenweg 45                                               | 51° 21' 11" NB, 4° 45' 34" OL | 46838   | Burgerhuis                                              |
| Stadswoningen in art deco                               |                                |                       | Rijkevorsel  | Hoogstraatsesteenweg 47-49                                            | 51° 21' 12" NB, 4° 45' 34" OL | 46839   | Stadswoningen in art deco                               |
| Dorpswoning                                             |                                |                       | Rijkevorsel  | Hoogstraatsesteenweg 51                                               | 51° 21' 12" NB, 4° 45' 34" OL | 46840   | Dorpswoning                                             |
| Herenhuis in eclectische stijl                          |                                |                       | Rijkevorsel  | Hoogstraatsesteenweg 68                                               | 51° 21' 17" NB, 4° 45' 36" OL | 46841   | Herenhuis in eclectische stijl                          |
| Burgerhuis                                              |                                |                       | Rijkevorsel  | Hoogstraatsesteenweg 87                                               | 51° 21' 19" NB, 4° 45' 32" OL | 46842   | Burgerhuis                                              |
| Woonstalhuis Heeshoeve                                  |                                |                       | Rijkevorsel  | Houtelweg 15                                                          | 51° 22' 54" NB, 4° 44' 27" OL | 46843   | Woonstalhuis Heeshoeve                                  |
| Hoeve Louisa                                            |                                |                       | Rijkevorsel  | Houtelweg 21                                                          | 51° 22' 59" NB, 4° 44' 4" OL  | 46844   | Hoeve Louisa                                            |
| Burgerhuizen                                            |                                |                       | Rijkevorsel  | Kasteelweg 10-12                                                      | 51° 20' 57" NB, 4° 45' 49" OL | 46845   | Burgerhuizen                                            |
| Directeurswoning                                        |                                |                       | Rijkevorsel  | Kasteelweg 14                                                         | 51° 20' 58" NB, 4° 45' 50" OL | 46846   | Directeurswoning                                        |
| Parochiekerk Sint-Jozef                                 | Monument                       | 1909 Jules Taeymans   | Rijkevorsel  | Kerkdreef 66                                                          | 51° 19' 45" NB, 4° 46' 57" OL | 46847   | Parochiekerk Sint-Jozef                                 |
| Zeven Weeënkapellen                                     | Monument                       |                       | Rijkevorsel  | Kerkdreef                                                             | 51° 19' 47" NB, 4° 46' 56" OL | 46848   | Zeven Weeënkapellen                                     |
| Pastorie Sint-Jozefparochie                             | Monument                       |                       | Rijkevorsel  | Kerkdreef 61                                                          | 51° 19' 47" NB, 4° 46' 56" OL | 46849   | Pastorie Sint-Jozefparochie                             |
| Klooster en school Sint-Jozefgesticht                   | Monument                       |                       | Rijkevorsel  | Kerkdreef 63                                                          | 51° 19' 46" NB, 4° 46' 59" OL | 46850   | Klooster en school Sint-Jozefgesticht                   |
| Villa Hortensia                                         |                                |                       | Rijkevorsel  | Leemputten 10                                                         | 51° 23' 6" NB, 4° 45' 24" OL  | 46851   | Villa Hortensia                                         |
| Villa De Patrijs                                        |                                |                       | Rijkevorsel  | Leopoldstraat 20                                                      | 51° 21' 9" NB, 4° 45' 30" OL  | 46852   | Villa De Patrijs                                        |
| Graanwindmolen Niewe Molen                              | Monument                       |                       | Rijkevorsel  | Looiweg 43                                                            | 51° 20' 39" NB, 4° 45' 36" OL | 46853   | Graanwindmolen Niewe Molen                              |
| Coolshoeve                                              |                                |                       | Rijkevorsel  | Looiweg 165                                                           | 51° 19' 58" NB, 4° 45' 34" OL | 46854   | Coolshoeve                                              |
| Hof ter Looi of Coolseshof                              |                                |                       | Rijkevorsel  | Looiweg 169                                                           | 51° 19' 50" NB, 4° 45' 43" OL | 46855   | Hof ter Looi of Coolseshof                              |
| Sociale woonwijk Lozenhof                               |                                |                       | Rijkevorsel  | Lozenhofstraat 1-20, 22-24, Helhoekweg 55-61, Oostmalsesteenweg 54-56 | 51° 20' 40" NB, 4° 45' 19" OL | 46856   | Sociale woonwijk Lozenhof                               |
| Woonstalhuis                                            |                                |                       | Rijkevorsel  | Middelstede 40                                                        | 51° 20' 53" NB, 4° 46' 4" OL  | 46857   | Woonstalhuis                                            |
| Hoeve Middelstede                                       |                                |                       | Rijkevorsel  | Middelstede 46                                                        | 51° 20' 53" NB, 4° 46' 6" OL  | 46858   | Hoeve Middelstede                                       |
| Dorpswoning                                             |                                |                       | Rijkevorsel  | Molenstraat 1                                                         | 51° 21' 0" NB, 4° 45' 33" OL  | 46859   | Dorpswoning                                             |
| Dorpswoning                                             |                                |                       | Rijkevorsel  | Molenstraat 36                                                        | 51° 21' 6" NB, 4° 45' 31" OL  | 46861   | Dorpswoning                                             |
| Sint-Luciakapel                                         |                                |                       | Rijkevorsel  | Molenstraat                                                           | 51° 21' 13" NB, 4° 45' 24" OL | 46865   | Sint-Luciakapel                                         |
| Machinekamer van steenfabriek De Volharding             |                                |                       | Rijkevorsel  | Oostmalsesteenweg 204                                                 | 51° 19' 45" NB, 4° 44' 38" OL | 46866   | Machinekamer van steenfabriek De Volharding             |
| Steenbakkerij SAS                                       |                                |                       | Rijkevorsel  | Sint-Jozef 6                                                          | 51° 19' 51" NB, 4° 46' 32" OL | 46869   | Steenbakkerij SAS                                       |
| Sint-Jozefkapel                                         | Monument                       |                       | Rijkevorsel  | Sint-Jozef                                                            | 51° 19' 48" NB, 4° 46' 30" OL | 46870   | Sint-Jozefkapel                                         |
| Burgerhuis in eclectische stijl                         |                                |                       | Rijkevorsel  | Sint-Jozef 42                                                         | 51° 19' 43" NB, 4° 46' 53" OL | 46871   | Burgerhuis in eclectische stijl                         |
| Burgerhuis                                              |                                |                       | Rijkevorsel  | Sint-Jozef 43                                                         | 51° 19' 42" NB, 4° 46' 54" OL | 46872   | Burgerhuis                                              |
| Enkelhuis                                               |                                |                       | Rijkevorsel  | Sint-Jozef 57                                                         | 51° 19' 42" NB, 4° 47' 4" OL  | 46873   | Enkelhuis                                               |
| Reeks arbeiderswoningen De Rij                          |                                |                       | Rijkevorsel  | Sint-Jozef 67, 72, 75-76                                              | 51° 19' 41" NB, 4° 47' 14" OL | 46874   | Reeks arbeiderswoningen De Rij                          |
| Villa                                                   |                                |                       | Rijkevorsel  | Sint-Lenaartsesteenweg 30                                             | 51° 20' 58" NB, 4° 45' 20" OL | 46875   | Villa                                                   |
| Woning Pleysier-Dries                                   |                                | 1970 Paul Neefs       | Rijkevorsel  | Sint-Lenaartsesteenweg 33                                             | 51° 20' 56" NB, 4° 45' 19" OL | 46876   | Upload foto                                             |
| Arbeiderswoningen                                       |                                |                       | Rijkevorsel  | Stevennekens 143-145                                                  | 51° 19' 57" NB, 4° 46' 26" OL | 46878   | Arbeiderswoningen                                       |
| Winkelhuis                                              |                                |                       | Rijkevorsel  | Vinkenpad 4                                                           | 51° 20' 49" NB, 4° 45' 39" OL | 46879   | Winkelhuis                                              |
| Kapel van Onze-Lieve-Vrouw met Kind Jezus               |                                |                       | Rijkevorsel  | Vlimmersebaan                                                         | 51° 19' 18" NB, 4° 46' 27" OL | 46880   | Kapel van Onze-Lieve-Vrouw met Kind Jezus               |
| Duitse bunker                                           |                                |                       | Rijkevorsel  | Vaart                                                                 |                               | 305930  | Upload foto                                             |
| Duitse bunker                                           |                                |                       | Rijkevorsel  | Looiweg                                                               |                               | 305931  | Upload foto                                             |
| Duitse bunker                                           |                                |                       | Rijkevorsel  | Looiweg                                                               |                               | 305932  | Upload foto                                             |
| Duitse bunker                                           |                                |                       | Rijkevorsel  | Looiweg                                                               |                               | 305933  | Upload foto                                             |
| Duitse bunker                                           |                                |                       | Rijkevorsel  | Looiweg                                                               |                               | 305934  | Upload foto                                             |
| Duitse bunker                                           |                                |                       | Rijkevorsel  | Sint-Jozef 1                                                          |                               | 305935  | Upload foto                                             |
| Duitse bunker                                           |                                |                       | Rijkevorsel  | Stevennekens 222                                                      |                               | 305936  | Upload foto                                             |
| Duitse bunker                                           |                                |                       | Rijkevorsel  | Sint-Jozef 5                                                          |                               | 305937  | Upload foto                                             |
| Domein De Hees met jachtpaviljoen en boswachterswoning  |                                |                       | Rijkevorsel  | Hees 1, Houtelweg 13                                                  |                               | 306290  | Domein De Hees met jachtpaviljoen en boswachterswoning  |